# Ichneumon centrator
Ichneumon centrator es una especie de insecto del género Ichneumon de la familia Ichneumonidae del orden Hymenoptera.
 Fue descrita en el año 1825 por Say.
Es una de las especies más grandes del género (hembra, 18 mm). Inverna bajo la corteza de los árboles. Reside en Norteamérica. Se conoce una sola especie huésped, Pyrrharctia isabella.